# Bakeneko

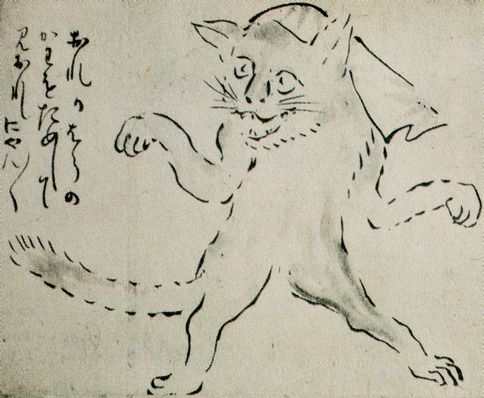
Bakeneko disegnato da Yosa Buson

Il bakeneko (化け猫? "gatto mostruoso") è uno yōkai, una creatura soprannaturale della mitologia giapponese, evolutasi da un gatto ed in possesso di abilità metamorfiche simili a quelle di kitsune e tanuki. Spesso viene confuso con il "cugino" nekomata in cui il tradizionale legame tra gatto e defunti risulta più forte, in generale però la distinzione tra i due è molto sfumata.
Tradizionalmente un gatto può diventare un bakeneko se raggiunge un'età molto avanzata o un peso particolarmente elevato (si parla di esemplari che, una volta uccisi, raggiungevano il metro e mezzo di lunghezza), tuttavia vi sono racconti su gatti trasformatisi dopo essere stati nutriti in una casa per diversi anni o per l'attaccamento al proprio padrone.
Solitamente un bakeneko ha l'aspetto di un comune gatto ma di dimensioni molto maggiori, ha la capacità di camminare sulle zampe posteriori, di creare spettrali sfere di fuoco e di assumere sembianze umane (spesso mantenendo tratti felini); nel caso si trasformi in una donna viene solitamente chiamato nekomusume (猫娘? "donna gatto"). A volte, può persino arrivare a divorare una persona per sostituirsi ad essa.
Come molti yōkai poi, il bakeneko ha la tendenza a rubare l'olio dalle lampade delle case: questa caratteristica potrebbe fondare le sue radici nel fatto che gli andon (tradizionali lampade giapponesi di carta) erano spesso alimentati con olio di sarde.

## Il mito
In un famoso racconto il vecchio gatto di un uomo di nome Takasu Genbei scomparve improvvisamente. Nello stesso periodo la madre dell'uomo cambiò completamente carattere, diventando schiva e scontrosa al punto da consumare i suoi pasti sempre da sola rinchiusa nella propria stanza. Quando i familiari, preoccupati, decisero di spiarla, non videro un essere umano ma un mostro dalle sembianze feline che mangiava su una carcassa animale. Ripugnato, Takasu decise allora di uccidere la creatura dalle sembianze di sua madre, che, trascorso un giorno, riprese l'aspetto del vecchio gatto di cui non aveva più notizie. Successivamente, sotto al tatami della stanza furono ritrovate le ossa sbiancate dell'anziana donna.
Un altro racconto dell'era Anei parla di un certo Hirase di Sakai (città dell'odierna prefettura di Osaka). Di notte, mentre era intento a leggere un libro nella sua stanza, sentì aprirsi all'improvviso la porta alle sue spalle e, prima che potesse fare qualsiasi cosa, da essa entrò un braccio mostruoso che lo afferrò per i capelli. Spaventato, Hirase riuscì a colpire il braccio con la propria katana, facendo fuggire il proprietario. Il mattino dopo, in giardino, Hirase ritrovò l'arto che l'aveva attaccato, constatando che aveva l'aspetto di un'enorme zampa felina.
Da altri racconti, invece, emerge il rapporto che i bakeneko hanno con il mondo dei morti ed il forte legame coi propri padroni, conservato anche dopo la trasformazione. Secondo uno di questi, durante un corteo funebre apparve un mostro d'aspetto felino che, scendendo dal cielo, trafugò il cadavere per poi sparire con esso. In seguito si scoprì che era il gatto appartenuto al defunto che si era trasformato in bakeneko. Potrebbe basarsi su questo fatto l'abitudine popolare di non far uscire di casa o, come accade a Tsushima, di rinchiudere in apposite gabbie i gatti il cui padrone sia morto da poco tempo.

## Influenza culturale
Nella maggior parte delle opere moderne, siano esse romanzi, film, manga, anime o videogiochi, il ruolo mitologico del bakeneko è stato assorbito nella figura della più popolare kitsune. Tuttavia la nekomusume gode di una popolarità particolare nella cultura giapponese moderna, dove il costume con attributi felini, detto nekomimi (猫耳? "orecchie da gatto"), è una delle forme di cosplay più popolari, fino ad essere ormai considerato tra gli otaku un'autentica fantasia erotica.